# Hans Christian Lumbye
Hans Christian Lumbye (Kopenhagen, 2 mei 1810 – aldaar, 20 maart 1874) was een Deens componist, dirigent en trompettist.

## Levensloop

### Jeugd
Lumbyes vader, Rasmus Hansen Lumbye, was soldaat en was afkomstig uit het dorp Lumbye (nu: Lumby), 8 kilometer ten noorden van Odense. Toen Hans Christian geboren werd, woonde de familie al in Kopenhagen. In de winter van 1816 vertrok de familie naar Randers, omdat het regiment van zijn vader daarheen verplaatst werd. Tijdens de tocht door Seeland naar Funen werd Hans Christian ziek. Als gevolg daarvan ging zijn gehoor achteruit, wat volgens zijn artsen geleid heeft tot zijn slechthorendheid op latere leeftijd.

### De militaire muzikant
In Randers leerde hij viool te spelen. In 1821 werd het regiment van zijn vader opnieuw verplaatst, nu naar Odense. Aldaar kreeg hij trompetles en werd hij op 14-jarige leeftijd toegelaten als student van de Militaire muziekkapel van het dragonderregiment. Een muziekleraar ontdekte het grote talent van Hans Christian en gaf hem les in muziektheorie. Kort erna begon hij zijn eerste liedjes en marsen te componeren. In 1829 werd hij trompettist in de muziekkapel van het dragonderregiment in Kopenhagen.

### Het orkest van Lumbye
In zijn vrije tijd speelde hij in een dansorkest onder leiding van de in Kopenhagen bekende dirigent Füssel. Tegelijkertijd componeerde en arrangeerde hij veel dansmuziek. Langzamerhand ontwikkelde hij zich ook tot een veelgevraagd dirigent bij bals en evenementen in de aanzienlijke kringen. Het was een keerpunt in zijn werk, toen een Oostenrijks orkest uit Stiermarken de werken van Joseph Lanner en Johann Strauss sr. bij het Kopenhaagse publiek introduceerde. Hun werken werden spoedig populair. Lumbye nam de uitdaging aan en componeerde en speelde al snel in de nieuwe stijl en scoorde daarmee groot succes bij het kieskeurige publiek.

### Tivoli
In 1843 werd het attractiepark Tivoli midden in Kopenhagen geopend. Het idee kwam van Georg Carstensen. Lumbye was als componist en dirigent vanaf het begin erbij betrokken. In de concertzaal van Tivoli speelde Lumbye met zijn orkest van de lente tot de vroege herfst. In het winterseizoen speelde hij met zijn orkest in de theaters van Kopenhagen en tijdens evenementen van de welgestelden. Ook gingen ze op concertreis door Denemarken en het buitenland, bijvoorbeeld naar Parijs, Wenen, Berlijn (1844-1846), Sint Petersburg (1850) en later Hamburg en Zweden.
Het orkest groeide zowel in aantal muzikanten als in reputatie. Het programma werd uitgebreid met licht symfonisch repertoire. Vanaf 1850 vormden de musici van het orkest ook de kern van het orkest van de Musikforeningen Kopenhagen onder leiding van de componist Niels W. Gade.

### De muziek
Lumbye heeft meer dan 700 werken op zijn naam staan. Hij behoorde in zijn tijd tot de Deense componisten wier muziek in het buitenland bekend was en gespeeld werd. De componistendynastie van de Straussen en Joseph Lanner in Wenen schreef meestal walsen, maar Lumbye schreef een groot aantal galoppen, mazurka's, polka's en marsen. Verder schreef hij divertimenti en fantasieën. Hij componeerde ook balletmuziek en toneelmuziek voor het koninklijke theater, bijvoorbeeld bij toneelstukken van H.C. Andersen.
Lumbye stond met zijn composities spoedig aan de top. Hij componeerde muziek voor speciale evenementen in Kopenhagen, werken ter ere van de koninklijke familie en andere prominenten. Bijna honderd van zijn werken dragen een vrouwelijke voornaam als titel. Het orkest had een bijzondere samenstelling in vergelijking tot een hedendaags concertorkest. De strijkersgroep was in relatie tot de blazers erg klein. Hij gebruikte veel instrumenten met effect, zoals klokken, citers en dergelijke.
De Champagne-Galop is internationaal zijn bekendste werk. Ook andere werken worden nog regelmatig uitgevoerd, zoals Drømmebilleder (Droombilden), Concertpolka voor 2 violen, Københavns Jernbanedampgalop (Kopenhagense spoorweggalop), Krolls Balklange, Amelie-vals, Salut for August Bournonville, Brittapolka en Columbine polka mazurka. Johann Strauß sr. woonde een concert in Wenen bij en was heel enthousiast. Aan Hector Berlioz wordt de opmerking toegeschreven: "Zijn walsen zijn niet alleen aantrekkelijk en mooi, maar ook goed geschreven en goed georkestreerd ... zonder charlatanerie".

### Lumbyes gezinsleven

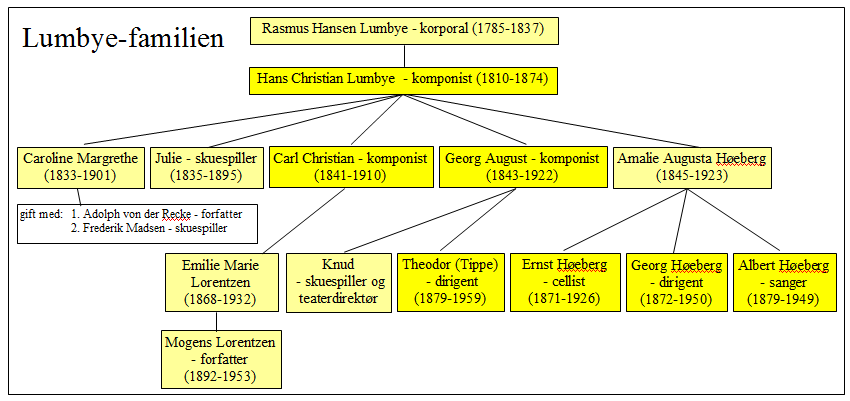
Genealogie van de familie Lumbye

Lumbye huwde in 1832 Georgine M.H. Hoff. Zij kregen drie dochters (Caroline, Julie en Amalie) en twee zonen (Carl Christian en Georg). Zowel Carl Lumbye (1841-1910) als Georg Lumbye (1843-1922) werkten als componisten, dirigenten en muzikanten. Carl werd in 1872 de opvolger van zijn vader als dirigent van het orkest. In 1891 werd hij opgevolgd door zijn jongere broer Georg. Carl schreef vooral dansmuziek en Georg schreef een aantal vaudevilles, toneelmuziek en de operette De heksenfluit (1869). Caroline en Julie werden actrices en Caroline componeerde en schreef teksten. Zijn kleinzoon Georg Høeberg werd dirigent van het koninklijke orkest en een andere kleinzoon Tippe Lumbye dirigeerde het Tivoliorkest.
Zelf moest Lumbye in 1872 stoppen als dirigent van zijn orkest, omdat hij verzwakt en slechthorend was. In mei 1873 dirigeerde hij nog één keer zijn Champagne-Galop tijdens een concert - zittend. Hij overleed op 20 maart 1874.

## Composities

### Werken voor orkest
- 1838 Sex yndede Dandse
  1. Française
  2. Brude Vals
  3. Prindsesse Galop
  4. Georgine Vals
  5. Auctions Galop
  6. Leir Galop
- 1840 Danmarks Vals
- 1840 Kronings-Vals - Tilegnet Kongen og Dronningen
- 1843 En Sommernat paa Møens Klint, galop
- 1843 Tivoli Damp-Carousselbane-Galop
- 1843 Tivoli Gondol Galop med Czakan Solo
- 1843 Tivoli Salon Galop
- 1843 Tivolis Rutschbane Galop
- 1843 Tivolis Skydebane Galop
- 1843 Tivolis Theater Galop
- 1844 Alléenbergs Damp Carousselbane Galop
- 1844 Bellmans Fest på Djurgården
- 1844 Echo fra de gamle Guder paa Tivoli Øen (Efterklang af Olympen, Caprice), galop
- 1844 Farvel til Kjøbenhavn, wals
- 1844 Hamborger Skotsk og Galop af Balletten "Tyrolerne"
- 1844 Johanne Louise Vals
- 1844 Jubel Galop (Gjensyns Glæde)
- 1844 Københavns Jernbanedampgalop "Heimdal" (Kopenhagense spoorweggalop)
- 1845 Champagne-Galop, op. 14[1]
- 1845 Donau Blumen, quadrille
- 1845 En Aften paa Dyrehavsbakken, wals
- 1845 Nordisk Studenter Polka
- 1846 Amelie-vals[2]
- 1846 Drømmebilleder (Droombilden), fantasie
- 1846 Krolls Balklange
- 1846 Manoeuvre Galop
- 1846 Ornithobolaia-Galop
- 1846 Tågebilleder, fantasie
  1. Schweitzer Landskab ved Solens Opgang
  2. Storm paa Havet
  3. Zigeuner Leir
  4. Kronings Høitid
- 1847 Børneglæder, muzikaal grapje
  1. Introduction
  2. Vagtparade
  3. Børnemusik
  4. Balmusik
  5. Finale
- 1847 Copenhagener-Casino-Walzer
- 1847 La petite trompette, galop
- 1847 Nordisk Union Galop
- 1848 Den Frivillige, galop
- 1848 Fahnevagt Marsch
- 1848 Marsch for den danske Borgervæbning
- 1849 Ecossaise nr. 1 G majeur
- 1849 Hamburger Tonhalle-Polka
- 1849 Juul- og Nytaars-Bouquet
  1. Juleaften Vals
  2. Philippine Polka
  3. 14. December
  4. Balfeber Polka Mazurka
  5. 16. December
  6. Glædeligt Nytaar Galop
  7. 17. December
- 1849 Markeds (Tscherkessen) Polka

- 1849 Nytaars Galop
- 1849 Rosenborg, polka mazurka
- 1849 Triumph-Marsch
- 1850 Mon Salut à St. Petersbourg, mars
- 1850 Petersborger Champagne Galop
- 1851 Den 6te Juli, Festmarsch
- 1851 Erindringer fra St. Petersborg - 1. Petersborgerinden, polka
- 1851 Slaget ved Idsted
  1. Bøn
  2. Slaget
  3. Fædrelandssang
- 1851 Velkomsthilsen til De Danske Krigere, mars
- 1852 Cæcilie-Vals
- 1852 Hyldingsmarsch
- 1852 Savoyardens Drøm
- 1853 Chez Mabille Polka
- 1853 Entrée-Marsch - 5. Juni Festmarsch
- 1854 Eugenie Vals med videre af Ballet Divertissement "La Ventana"
- 1854 Georgine Polka
- 1854 Sølvbryllups-Polka
- 1855 Den 6te October 1854, mars
- 1856 Du spørger, min dreng
- 1856 Høstblomsten, polka
- 1856 Krigerens Drøm, fantasie
- 1856 Marsch C majeur (Dat. 5te Oct. 1856)
- 1856 Polichinells Tarantel Galop
- 1856 Prinds Carnevals Indtogs Galop
- 1856 Thorups Concert Salon Polka, op. 207
- 1856 Wörmers Etablissements Entstehung (Wörmers Convent Garten. Musikalsk Frimurerie), fantasie
  1. Grundlægning
  2. Opbygning
  3. Rejsegilde
  4. Taffelglæder
- 1857 Adéle Polka
- 1858 En Promenade over Dyrehavsbakken 1858
  1. Indledning
  2. En Soldat med Lirekasse
  3. 1ste Gynge
  4. 2den Gynge
  5. Der er ingenting iveien
  6. En anden Lirekasse
  7. Tyroler Ferdinand
  8. Tryllecabinettet
  9. Gyngen med Lirekasse og Tromme
  10. Bajads med Tromme og Trompet
  11. Carousselbanen
  12. En gammel Mand spiller Violin
  13. Hjemkjørsel
- 1858 Gratulations Galop
- 1859 Galop Militaire nr. 2
- 1859 Les (5) Zouaves Galop
- 1860 En Bagatel fra Dyrehavsbakken, polka
  1. En gammel Bonde spiller Violin
  2. En Soldat med Lirekasse
  3. 1ste Gynge
  4. 2den Gynge
  5. Tyroler Ferdinand
  6. En Trompet ved Tryllecabinettet
  7. En Tromme ved Carousselbanen
  8. Musiken ved den bedækkede Gynge
  9. Den blinde Spillemand
  10. Hjemkjørsel

- 1860 Napoleon Galop
- 1861 Drømmen efter Ballet
- 1861 Echo fra Balsalen
  1. Hurtig Vals
  2. Langsom Vals
  3. Hopsa
  4. Galopade
- 1861 En Festaften paa Tivoli, Divertissement
  1. Concertsalen
  2. Tivoli Gardens Parade
  3. Beriderne paa Plainen
  4. Thée Pavillonen Nr. 2
  5. Hornmusiken
  6. Theatret
  7. Pavillonen Slukefter
  8. Carousselbanen
  9. Paa Øen
  10. Dandsepladsen
- 1861 Glædeshilsen til Slesvigerne
- 1861 Grundlovs Fest Galop, 1861
- 1861 Kong Frederik den Syvendes Honneur Marsch
- 1861 Sennora Ysabel-Cubas Polka
- 1862 Columbine, polka mazurka
- 1863 Adolphia Polka
- 1863 Concertpolka, voor 2 violen en orkest
- 1863 Fest-Marsch til Tivolis nye Concertsals Aabning («Ved Kanoners Bud, kaldes I herud»)
- 1863 Kong Georg den Førstes Honneurmarsch
- 1863 Prindsen af Wales-Galop
- 1864 Adelaide Galop
- 1864 Brittapolka
- 1864 Christian den Niendes Honneurmarsch
- 1864 Victoria Bundsen, polka mazurka
- 1865 Den 15de August, polka
- 1865 Gjensyns Glæde Galop
- 1866 Biondini-Polka
- 1866 Dukkeballet
- 1866 Erindring om Hjemmet, galop
- 1866 Les Zouaves Quadrille
- 1866 Nytaarshilsen 1866, mars
- 1866 Storfyrst Alexander Marsch
- 1868 Bal Ouverture til Tivolis Jubilæum
- 1868 Dronning Louise Vals
- 1868 Hilsen til de jydske Sangforeninger, galop
- 1869 Fakkeldands - gecomponeerd ter gelegenheid van het huwelijk van kroonprins Frederik VIII van Denemarken met kroonprinses Louise van Zweden op 28 juli 1869
- 1869 Kronprindsesse Lovisa Galop
- 1869 Salut for August Bournonville, galop
- 1870 Skandinavisk Qvadrille
- 1871 Hilsen til Tivoli's Abonenter. 1871
- 1872 Potpourri af gamle og nye Melodier
- Ecossaise nr. 2 A majeur

### Werken voor harmonieorkest
- 1840 Trylle Echo Walzer for Ventil Instrumenter
- 1842 Jagt Galop, voor mannenkoor, hoorn (solo) en harmonieorkest
- 1844 Telegraph-Galop
- 1844 Tivoli Geburtsdags Galop
- 1846 Amélie Vals
- 1847 Lillie Polka
- 1849 Caroline, polka mazurka
- 1852 Chez Mabille, polka
- 1852 Diana Polka
- 1852 Frederikke Galop
- 1853 Annen, polka mazurka
- 1853 Festmarsch for Harmoniorkester
- 1853 Revue Marsch
- 1853 Tivoli Carneval Polka
- 1854 Augustas Erindrings Polka
- 1854 Champagne Galop, op. 14
- 1854 Inclinations Vals
- 1854 Sølvbryllups Polka
- 1855 Sophus-Polka
- 1857 Nao Galop
- 1858 Storm Marsch
- 1860 Indiansk Krigsdands i Balletten "Fjernt fra Danmark, eller Et Costumebal ombord"
- 1862 Blondine Polka
- 1862 Cirque de Loissét
- 1862 Diana Galop
- 1863 Feldt Marsch
- 1863 Garder Husar Regiments March
- 1864 Jubel Galop
- 1864 Gjensyns Glæde Galop - ook bekend onder de titel: Jubel Galop nr. 2
- 1864 Tivoli Marsch
- 1865 Lidt Kling-Klang til Festen, galop
- 1865 Nytaarshilsen, mars
- 1866 Fest Kvadrille
- 1866 Kronprinds Frederiks Galop
- 1868 Bal Ouverture til Tivolis Jubilæum
- 1868 Kronprinds Frederik Polka
- 1868 Velocipedes Galop
- 1869 Amager-Polka
- 1870 Bouquet-Royal Galop
- 1873 Erindringer fra St. Petersborg, muzikaal divertissement - bewerkt door: H. Millars
- 1874 Manøvre Galop
- Galop for harmoniorkester
- Ideal Polka
- Nieva Polka
- Russisk Storm-Marsch (Galop)
- Souvenirs de Jenny Lind valses

### Muziektheater

#### Operettes
| Voltooid in | titel                | aktes       | première                           | libretto       |
| ----------- | -------------------- | ----------- | ---------------------------------- | -------------- |
| 1861        | Den deiligste Kvinde | 4 bedrijven | 4 januari 1862, Kopenhagen, Casino | Michael Gjørup |

#### Vaudevilles
| Voltooid in | titel                               | aktes  | première                                   | libretto                                                                                    |
| ----------- | ----------------------------------- | ------ | ------------------------------------------ | ------------------------------------------------------------------------------------------- |
| 1851        | For Alvor                           | 2 akte | 30 april 1851, Kopenhagen, Casino          | Adolph von der Recke                                                                        |
| 1852        | God Rolig Nat, Hr. Pantalon!        |        | 18 april 1852, Kopenhagen, Casino          | Georg Theodor Policron von Chiewitz, Deense vertaling: Adolph von der Recke                 |
| 1855        | Berthas Claveer (Hyrde og Hyrdinde) |        | 8 mei 1855, Kopenhagen, Hofteatret         |                                                                                             |
| 1856        | Den sidste Nat                      |        | 10 januari 1856, Kopenhagen, Hofteatret    | Adolph von der Recke, naar Nicolas-François Guillard en Adrien-Pierre-Henri Decourcelle     |
| 1856        | Et Uhyre (Un tigre de Bengale)      | 1 akte | 21 september 1856, Kopenhagen, Casino      | Edouard Brisbarre, Deense vertaling: Erik Bøgh                                              |
| 1857        | Jeg spiser hos min Moder            | 1 akte | 20 november 1857, Kopenhagen, Folketeatret | Adrien-Pierre-Henri Decourcelle en Lambert Thiboust, Deense vertaling: Adolph von der Recke |
| 1861        | Ballet i Olympen                    |        | 27 april 1861, Kopenhagen, Casino          | Erik Bøgh                                                                                   |

#### Balletten
| Voltooid in | titel                                         | aktes       | première                                           | libretto            | choreografie        |
| ----------- | --------------------------------------------- | ----------- | -------------------------------------------------- | ------------------- | ------------------- |
| 1842        | Napoli, Fiskeren og hans brud                 | 3 bedrijven | 29 maart 1842, Kopenhagen, Det kongelige Teater    | August Bournonville |                     |
| 1850        | De Uimodstaaelige                             |             | 3 februari 1850, Kopenhagen, Det kongelige Teater  |                     | August Bournonville |
| 1854        | La Ventana                                    |             | 19 juni 1854, Kopenhagen, Hofteatret               |                     | August Bournonville |
| 1858        | Fiskerpigerne, Hornpipe og Reel               |             | 21 november 1858, Kopenhagen, Casino               |                     | August Bournonville |
| 1860        | Fjernt fra Danmark eller Et Kostumebal ombord | 2 akte      | 20 april 1860, Kopenhagen, Koninklijk Operahuis    | August Bournonville | August Bournonville |
| 1871        | Livjægerne på Amager                          |             | 19 februari 1871, Kopenhagen, Det kongelige Teater |                     | August Bournonville |

#### Toneelmuziek
- 1856 Altfor smuk (Troup beau pour rien faire), voor vocale solisten en orkest tot het toneelstuk in 1 akte van Ed. Plouvier en Jules Adenis - Deense vertaling: A.M. Glückstad